# Silvanoprus sikhotensis
Silvanoprus sikhotensis là một loài bọ cánh cứng trong họ Silvanidae. Loài này được Krivolutskaja miêu tả khoa học năm 1992.